# Idioma muong
El muong (thiểng Mường) és un grup de variants parlades pel poble muong a Vietnam. Forma part de la família de les llengües austroasiàtiques, i està molt relacionat amb el vietnamita.
Les variants muong es parlen principalment al nord del Vietnam, a les províncies d'Hóa Binh, Thanh Hóa, Vinh Phuc, Yen Bai, Son La i Ninh Binh.
Té els sis tons del vietnamita; el to nặng, però, només apareix a les províncies de Phú Tho i Thanh Hóa, mentre que a la província d'Hóa Binh es fusiona amb el to sắc.